# Kanton Aveyron et Tarn
Aveyron et Tarn is een kanton van het Franse departement Aveyron. Het is, bij toepassing van het decreet van 21 februari 2014, , op 22 maart 2015 gevormd door de samenvoeging van de kantons Najac en Rieupeyroux en de gemeente Morlhon-le-Haut van het kanton Villefranche-de-Rouergue, alle in het arrondissement Villefranche-de-Rouergue, en het kanton La Salvetat-Peyralès van het arrondissement Rodez. De hoofdplaats van het kanton is Rieupeyroux.

## Gemeenten
Op 1 januari 2016 fuseerden de gemeenten La Bastide-l'Évêque, Saint-Salvadou en Vabre-Tizac tot de commune nouvelle Bas-Ségala, waardoor het aantal gemeenten in het kanton afnam van de oorspronkelijke 19 tot de huidige 17, waarvan 5 in het arrondissement Rodez en de overige 12 in het arrondissement Villefranche-de-Rouergue.
Het kanton Aveyron et Tarn omvat sindsdien volgende gemeenten:
- Le Bas Ségala
- Bor-et-Bar
- La Capelle-Bleys
- Castelmary
- Crespin
- La Fouillade
- Lescure-Jaoul
- Lunac
- Morlhon-le-Haut
- Monteils
- Najac
- Prévinquières
- Rieupeyroux
- Saint-André-de-Najac
- La Salvetat-Peyralès
- Sanvensa
- Tayrac